# 데모님
데모님(Demonym)은 서양에서 사용하는 언어로 지역에 거주하는 주민이나 출신인 사람을 가리키는 말을 이용할 때 사용하는 고유의 호칭이다. 이러한 개념을 바탕으로 영어로 "데모님"(Demonym)이라고 부른다. 
예를 들어서 영어로 South Korea(한국)에 사는 사람을 데모님으로 South Korean이라고 부른다. 마찬가지로 네덜란드(Netherland) 사람을 부를때 데모님으로 더치(Dutch)라고 부른다. 이러한 사례는 유럽 각국의 언어로 많이 쓰인다. 
"데모님"라는 단어의 용례는 1893년판 옥스퍼드 영어 사전에서 확인할 수 있지만, 널리 쓰이게 된 것은 1997년 메리엄 웹스터 편집자인 폴 딕슨의 "Labels for Locals"라는 책을 발간한 이후부터이다.
한국어의 경우 "~사람", "~민", "~인"을 붙이는 경우가 대다수이다.
미국의 경우 주나 도시마다 각각 부르는 명칭이 따로 있다.

## 같이 보기
- 마케도니아 국호 분쟁
- 국적